# Maria Àngels Cardona i Florit
Maria Àngels Cardona i Florit (Ferreries, 8 d'octubre de 1940 - Barcelona, 24 de desembre de 1991) fou una biòloga, ecologista i botànica vinculada a Menorca i Barcelona. Referència obligada en el seu camp de coneixement, és una de les científiques que més ha contribuït a l'estudi i al coneixement de la flora de Menorca i de les Illes Balears, especialment de la flora endèmica.

## Biografia
Nascuda a Ferreries el 1940, la família de Maria Àngels Cardona es va traslladar a Ciutadella quan ella encara no tenia un any d'edat, i és on va viure la infantesa i adolescència, fins que se'n va anar a Barcelona per fer els estudis universitaris.
Es va llicenciar en Ciències biològiques per la Universitat de Barcelona l'any 1963. Del 1964 al 1971 va realitzar la seva tesi doctoral sobre el cicle de vida de les plantes de diverses comunitats vegetals, seleccionant-ne un nombre considerable d'àrees diverses de Collserola, a l'entorn de Barcelona. Amb aquesta tesi va obrir una nova línia de recerca geobotànica al nostre país, cosa que significà un esforç d'adequació metodològica i científica. Obtingué el grau de doctora el 1972 amb aquest treball, que titulà "Funcionalisme i ecologia d'algunes comunitats vegetals barcelonines", i amb el qual va obtenir el premi Pius Font i Quer de l'Institut d'Estudis Catalans aquell mateix any.
Ja des del començament de la tesi doctoral, va iniciar la seva carrera com a docent a la Universitat de Barcelona, començant com a professora ajudant fins a convertir-se en professora titular en el Departament de Botànica de la Facultat de Biologia, posició que va ocupar de 1975 a 1985, quan es va traslladar a la Facultat de Ciències de la Universitat Autònoma de Barcelona. Va guanyar, l'any 1986, la càtedra de Biologia Vegetal, que ocuparia fins a la mort.
Un cop acabat el doctorat, el 1972, va desviar el seu camp d'estudi cap a la citotaxonomia o cariosistemàtica vegetal, part de la ciència que classifica els organismes segons la seva funció i estructura cel·lular, especialment basant-se en l'estructura i el nombre de cromosomes. Fou pionera a la península Ibèrica en aquesta disciplina. En relació amb aquest tema va iniciar una de les relacions professionals més consolidades i durables de la seva carrera professional, la relació amb la Dra. Juliette Contandriopoulos, professora del Laboratori de Citogenètica de la Universitat de Marsella i especialista en vegetals de la Mediterrània oriental. Pel seu interès en la botànica, particularment de les Illes Balears, va realitzar investigacions en citobiogeografia i va estudiar els endemismes de les Illes, especialment de Menorca, i en va esdevenir una autoritat reconeguda. Amb Contandriopoulos, va estudiar els nombres cromosòmics de 21 tàxons endèmics de les Illes Balears. Aquest estudi, que fa una classificació dels tàxons segons la seva antiguitat, és conegut com "mètode de Contandriopoulos i Cardona", i va ser publicat entre 1984 i 1986.
Cardona també va establir relació amb investigadors d'altres països, amb els quals va col·laborar periòdicament. És autora o col·laboradora de diversos llibres i de més d'una cinquantena de publicacions en diverses revistes i va publicar l'obra de botànics menorquins del segle xix. També va ser membre de diverses societats i comissions nacionals i internacionals, com la Institució Catalana d'Història Natural, la Societat d'Història Natural de les Balears, la Societat de Botànica Italiana o la Societat de Biogeografria de França.
La seva salut era feble i va morir d'un vessament cerebral a Barcelona el 24 de desembre de 1991.

## Reconeixements
Al poble de Ferreries, on havia nascut, se li dedicà un carrer. I l'Ajuntament de Ferreries, també aprovà el 17 de febrer de 1992 la declaració de reconeixement a la seva persona i a la seva obra, i la proposà per a ser distingida com a Filla Il·lustre de la localitat.
A Ciutadella de Menorca, on va viure, un dels dos instituts de la localitat porta el seu nom i fou declarada Filla Il·lustre el 16 de gener de 2001, quedant el seu retrat exposat permanentment a la Galeria de Fills Il·lustres del Saló Gòtic de l'Ajuntament de la ciutat.